# Politically Incorrect

Ehemaliges Logo von Politically Incorrect (bis 2017)

Politically Incorrect (Abkürzung: PI) oder PI-News ist ein rechtsextremes Blog, das sich der Selbstbeschreibung nach gegen eine vermeintliche „Islamisierung Europas“ richtet. Welche Personen oder Person hinter dem Blog steht und presserechtlich verantwortlich ist, wird verschleiert. Das Bundesamt für Verfassungsschutz stellte das Blog 2021 unter Beobachtung und bewertete es als „erwiesen extremistisch“.
Politically Incorrect wurde 2004 von dem Sportlehrer und rechten Aktivisten Stefan Herre gegründet. Die Blogbeiträge werden von mehreren Autoren unter Pseudonym verfasst und sind von Islamfeindlichkeit bestimmt. PI entwickelte sich zu einem der bedeutendsten deutschsprachigen Blogs dieser Ausrichtung und ist international mit als islamfeindlich, rechtsextrem oder rechtspopulistisch geltenden Personen und Organisationen vernetzt, so wie auch das Blog selbst von verschiedenen Stellen dem rechtsextremen oder rechtspopulistischen Spektrum zugeordnet wird. Das Blog betont in seiner Selbstdarstellung eine „pro-israelische“ und „pro-amerikanische“ Ausrichtung. Laut correctiv hatte die Seite 2017 um 400.000 Besucher pro Tag.

## Geschichte
Das Blog wurde am 11. November 2004 von Stefan Herre, der laut Presseberichten als Sportlehrer an einer Grundschule in Nordrhein-Westfalen unterrichtet, unter der Domain politicallyincorrect.de gegründet. Nach Herres Aussage war die Gründung des Blogs eine Reaktion auf die verbreitete Kritik an der Politik George W. Bushs in den deutschen Medien. Die Frankfurter Rundschau wies darauf hin, dass die Website eine Woche nach dem Mord an dem niederländischen Islamkritiker Theo van Gogh gegründet wurde. Voraus ging der Bloggründung Herres Jahrzehnte anhaltende Leidenschaft für das Schreiben von Leserbriefen, die er später auf einer eigenen Webseite dokumentierte. Seit 2002 tritt in ihnen „der Islam“ verstärkt als Thema auf.
Bis zur Debatte um die in Dänemark erschienenen Mohammed-Karikaturen im Herbst 2005 war Herre der einzige Autor des Blogs, danach stießen weitere Autoren hinzu, deren Identität größtenteils unbekannt war.
2007 erklärte Herre, dass er den Besitz seiner Website an eine anonyme Person im Ausland übergeben wolle, weil der Druck von außen so groß werde und Morddrohungen gegen ihn ergangen seien. Im September 2011 bestätigte Herre, dass es sich bei der neuen Eigentümerin um die Schweizer Pfarrerin Christine Dietrich handle. Heute wird die Seite auf ausländischen Servern betrieben. Personelle Verflechtungen entstanden zwischen Politically Incorrect und der Bürgerbewegung Pax Europa sowie den islamfeindlichen Kleinparteien und den Wählervereinigungen Die Freiheit, pro Köln, pro NRW, pro Deutschland und Bürger in Wut.
Im Sommer 2016 veranstaltete PI eine Leserreise nach Israel, bei der Teilnehmer über das Sprengen einer Moschee scherzten und das „amerikanische Establishment“ für den Holocaust verantwortlich machten. Beim Besuch eines Schießstandes der Caliber 3 Trainingsakademie in Gusch Etzion übte man das Niedermähen von Terroristen und vertrat die Auffassung, dass diese Methode auch zu Hause zur Bekämpfung von Arabern und Antifaschisten durchaus hilfreich sei.

## Konzept, Besucherzahlen, Finanzierung
Täglich werden in mehreren redaktionellen Beiträgen meist tagesaktuelle Themen aus allgemein zugänglichen Medien aufgegriffen. Die Meldungen werden entsprechend der Zielsetzung des Blogs bearbeitet und können nach der Einstellung für 48 Stunden von den angemeldeten Besuchern nach Angaben der Betreiber ohne redaktionelle Eingriffe kommentiert werden.
Während Politically Incorrect kurz nach seiner Gründung nur etwa zehn Besucher pro Tag erreichte, hatte die Seite Ende 2011 bis zu 60.000 Seitenabrufe am Tag. Das Blog zählt laut Alexa mit einigen zehntausend Besuchern pro Tag zu den tausend meistbesuchten deutschen Websites (Stand: März 2014). In den Deutschen Bloggercharts erreichte Politically Incorrect Ende 2007 einen Spitzenwert von etwa 470 Zitierungen, 2010 lag der Wert bei rund 170 Zitaten, womit die Seite Platz 27 unter den deutschen Blogs einnahm. Bei Literaturempfehlungen wird auf dem Blog regelmäßig auf den der Neuen Rechten zugeordneten Verlag Antaios verwiesen. Des Weiteren unterhält das Blog eine eigene Rubrik zur rechtsextremen „Identitären Bewegung“, in der Beiträge zu deren Aktivitäten veröffentlicht werden. Auch beim Verkauf von Merchandise-Artikeln kooperiert PI-News mit dem Onlineshop der Identitären Bewegung sowie mit einem von einem Rechtsextremisten betriebenen Internetversandhandel.
Politically Incorrect verkauft im Online-Shop Spreadshirt-T-Shirts und Anstecker mit politischen Slogans. Pro gekauftem Artikel gehen dabei nach eigener Aussage 3 Euro an Politically Incorrect zur Finanzierung der Seite und der redaktionellen Arbeit. Zudem finanziert sich die Seite aus Spenden sowie durch Werbung von Verlagen, Initiativen und Organisationen, darunter auch der kahanistischen Jewish Defense League. Da jedoch Webshop, Spenden und Bannerwerbung nur unzureichende Beträge erbrachten, wurde die Gründung einer Vermarktungsgesellschaft in der Schweiz angestrebt. Diese scheiterte jedoch nach Angaben der Frankfurter Rundschau, nachdem Christine Dietrich im September 2011 ihren Rückzug aus dem Blog bekanntgegeben hatte.
Die Finanzierung von Politically Incorrect erfolgt über Spenden und kommerzielle Anzeigen auf der PI-Webseite, wofür ein Konto von Pax Europa genutzt wird. Die Finanzlage gilt als schlecht, da im Zuge einer journalistischen Recherche 2014 viele Werbekunden ihre Anzeigen stornierten.

## Ortsgruppen
In Deutschland, Österreich, der Schweiz und Tschechien bestehen (2011, nach deren eigener Angabe) etwa 50 lokale Gruppen, die sich eng an das Internetportal Politically Incorrect anschließen.
Nach Recherchen der Frankfurter Rundschau und der Süddeutschen Zeitung besteht die Aufgabe dieser Ortsgruppen darin, Strategien für die Beeinflussung der Öffentlichkeit im Sinn des Blogs zu entwerfen. Im Sinne dieser Strategie würden Diskussionsveranstaltungen und Vorträge über den Islam gestört, sogenannte „Gutmenschen“ in Online-Kommentaren zu Medienberichten beleidigt und massenhaft schmähende E-Mails an vermeintlich linke Journalisten und Autoren versendet. Der Historiker Wolfgang Benz berichtete im September 2011 von systematischen Störungen seiner Veranstaltungen zum Thema Islamkritik durch Anhänger des Blogs Politically Incorrect.
Die Süddeutsche Zeitung berichtete 2011 von einer Gemeinschaftsveranstaltung von Bürgerbewegung Pax Europa und Politically Incorrect, die unter konspirativen Bedingungen vom PI-Autor Michael Stürzenberger durchgeführt wurde. „Gekommen ist bürgerliches Publikum mittleren Alters, es sind Krawatten- und Janker-Träger da und Damen im Pelz. Man kennt sich, man hat einen gemeinsamen Gegner.“ Dem Artikel zufolge schätzte Stürzenberger den harten Kern seiner Münchner PI-Gruppe auf 20 Personen, dazu kämen weitere 30 offene Sympathisanten. Mehrere Aktivisten seien CSU-Mitglieder. Stürzenberger wähnt sich „verfolgt und denunziert“ und vergleicht seine Situation mit der in der DDR, wo man versucht habe, Kritiker mundtot zu machen.
Den Vortrag des Abends habe Stefan Ullrich gehalten, der Initiator der Website „Deus vult“ (siehe historisch: Deus vult). Ullrich gehörte im Münchner Stadtteil Harlaching zum CSU-Ortsvorstand, der antiislamisch agiert. In seinem Vortrag habe Ullrich die christliche Religion gepriesen und den Islam aufgrund eigener Koranlektüre verworfen. Den Gott des Islam habe Ullrich einen „unberechenbaren Gewaltherrscher“ genannt. Christen halte Ullrich für den Muslimen intellektuell überlegen: „Der Islam denkt, Gott Vater war mit der Maria im Bett.“ Mohammed sei ein „Analphabet“.

## Weltanschauliche und politische Positionen

### Eigendarstellung
Das Blog bezeichnet sich als „proamerikanisch“ und „proisraelisch“ sowie gegen „Mainstream“ und eine „Islamisierung Europas“ gerichtet und setzt sich nach eigenen Angaben für das „Grundgesetz und Menschenrechte“ ein, welche es „aufgrund der immer mehr um sich greifenden Ideologie des Multikulturalismus“ bedroht sieht. Mit seinem Titel will das Blog Bezug auf die nach Meinung seiner Betreiber vorherrschende „Politische Korrektheit“ nehmen und behauptet, „das Gutmenschentum“ dominiere „heute überall die Medien“.
Nach Angaben des Gründers Stefan Herre vertritt Politically Incorrect konservative Positionen. Herre selbst lehnt eine Differenzierung zwischen Islam und Islamismus ab und bezeichnet den Islam nicht als Religion, sondern als eine „Gewaltideologie“, die „kein anderes Ziel“ habe, „als jede andere Gesellschaftsform abzuschaffen“. Ferner bezeichnete Herre sich und die Mitarbeiter des Blogs als islamophob, denn Phobie heiße Angst, und schließlich habe er tatsächlich Angst vor dem Islam.

### Bloginhalte
Die Gesamtheit der Blogeinträge vermittelt den Eindruck, dass der Islam mit westlichen Gesellschaften nicht vereinbar sei und sich Muslime in Europa nicht integrieren wollten. Wegen ihrer Religion seien sie eine Gefahr für die Säkularität Deutschlands; die deutsche Gesellschaft verhalte sich diesem Problem gegenüber zu tolerant und inkonsequent. Viele islamische Staaten seien außerdem eine Gefahr für die „westlich-freiheitliche Gesellschaft“. Regelmäßig gibt es Aufrufe an die Leser, sich an islambezogenen Onlineumfragen anderer Websites zu beteiligen. So vermeldete der Tagesspiegel, dass seine Internetumfrage über den Bau einer Moschee durch massenhaftes Abstimmen von PI-Lesern manipuliert wurde.
Häufig wird mit solidarischer Haltung über sogenannte Islamkritiker berichtet, die aufgrund islamfeindlicher Äußerungen verurteilt wurden. Diese Solidarität wird sowohl gegenüber Einzelpersonen wie auch gegenüber Parteien wie Die Freiheit und Pro NRW bekundet. Für den wochenlang wegen gewerbs- und bandenmäßigen Betruges und Verdunkelungsgefahr in Untersuchungshaft sitzenden Politiker Jörg Uckermann von der Bürgerbewegung pro Köln wurden Ende des Jahres 2012 serienmäßig solidarische Artikel veröffentlicht, ebenso formierte sich aufgrund eines PI-Aufrufes eine Solidaritätskundgebung vor dem Kölner Rathaus, um die Freilassung zu fordern.
Nicht nur die vermeintliche Islamisierung, sondern auch Zuwanderung allgemein ist Gegenstand der Kritik in vielen Artikeln. So wird Position etwa für ein strengeres Asylrecht oder gegen Gesetze zugunsten erleichterter Erlangung deutscher Staatsbürgerschaft bezogen. Verstärkte Zuwanderung ziehe insbesondere verstärkte Kriminalität mit sich, so der Tenor vieler Artikel. Aktiv unterstützt, etwa durch Gelegenheit zu Interviews, werden Bürgerinitiativen, die sich beispielsweise gegen die Ansiedlung von Flüchtlingsheimen in ihrer Nachbarschaft engagieren, etwa im Spätsommer 2013 in Berlin-Hellersdorf.
Neben dem Islam und Zuwanderung dienen auch sonstige als politisch von der Redaktion als „links“ oder „grün“ ausgemachte Personen, Institutionen, Weltanschauungen und Ideologien als Feindbild. Politiker dieser Ausrichtung würden eine „Islamisierung“ Deutschlands und Europas fördern, so ein häufiger Vorwurf in den Bloginhalten. Insbesondere die Grünen-Politikerin Claudia Roth ist Ziel solcher Angriffe. Viele Artikel richten sich gegen sozialstaatliche wie auch umweltpolitische Maßnahmen, es wird zum Beispiel der Klimawandel bestritten. Verschiedene Politiker der Grünen wurden mit Pädophilie-Vorwürfen angegriffen.
Unabhängig von ihrer Parteizugehörigkeit werden Politiker beifällig zitiert, wenn sie sich kritisch oder ablehnend gegenüber dem Islam oder der Einwanderungspolitik äußern, wie die SPD-Politiker Heinz Buschkowsky und Thilo Sarrazin. Zugleich werden Politiker angegriffen und geschmäht, die sich für Integration und Gleichberechtigung muslimischer Menschen einsetzen, wie zum Beispiel der ehemalige Bundespräsident Christian Wulff (CDU).
Wirtschaftspolitisch dominiert eine dezidiert marktwirtschaftlich-kapitalistische Grundhaltung. Entsprechend ablehnend haben sich viele Artikel beispielsweise auch zum Mindestlohn positioniert, als dieser anlässlich der Bundestagswahl 2013 ein zentrales politisches Thema war.
Widersprüchlich ist die Position zu Homosexualität. Einerseits betonen viele Artikel entschieden, dass Homosexuelle vor der von PI behaupteten Homophobie der Muslime und des Koran zu schützen seien, andererseits wird in weiteren Artikeln die rechtliche Gleichstellung homosexueller Partnerschaften klar abgelehnt. Homosexuelle Politiker wie der Grüne Volker Beck, welche sich für eine solche Gleichberechtigung einsetzen, werden massiv kritisiert und beleidigt. Positiv wird hingegen über bestimmte Homosexuelle berichtet, die islamkritische oder -feindliche Positionen vertreten.
In der Frage der Knabenbeschneidung erklärte Politically Incorrect-Autor Stürzenberger: „So etwas hat nach meiner festen Überzeugung in unserem Land nichts zu suchen.“
Häufig wird über islamfeindliche Veranstaltungen von Parteien wie Die Freiheit, Bürgerbewegung pro Köln, Bürgerbewegung pro NRW, Bürgerbewegung pro Deutschland sowie weiteren Verbänden wie der Bürgerbewegung Pax Europa berichtet. Der Auftritt von Geert Wilders in Bonn im Februar 2013 wurde per Live-Stream übertragen. Hoffnungsvoll begleiteten zahlreiche PI-Artikel Ende 2013 die Gespräche zwischen Wilders und europäischen Rechtspopulisten und Rechtsextremisten über eine mögliche Zusammenarbeit.
Die Ablehnung der Europäischen Union und insbesondere der gemeinsamen Währung wird ebenfalls in zahlreichen Artikeln deutlich. Die Entwicklung der Partei Alternative für Deutschland wurde von dem Blog im Jahr 2013 zunächst wohlwollend begleitet, nach der entschiedenen Distanzierung dieser Partei von islamfeindlichen Äußerungen jedoch zunehmend kritisch bis abwertend kommentiert.
Im Jahr 2013 stellte das Blog immer wieder Schulen auf seinen Seiten an den Pranger, die sich für ein friedliches Miteinander der Religionen und Kulturen einsetzen. Fotos von Schulklassen und Lehrkräften wurden gemeinsam mit entsprechenden Artikeln veröffentlicht. Teils wurden Eltern direkt aufgefordert, von einer Anmeldung ihrer Kinder an diesen Schulen abzusehen. Im Dezember 2013 sagte ein Stuttgarter Gymnasium ein multikulturell konzipiertes Schulfest zunächst kurzfristig ab, weil die Schulleitung aufgrund von Beschimpfungen und Bedrohungen um die Sicherheit der Teilnehmer fürchtete. Nach der Verlegung aus einer nahe gelegenen Kirche fand das Fest am 20. Dezember 2013 unter Ausschluss der ursprünglich vorgesehenen Öffentlichkeit schulintern statt.
Die Pegida-Bewegung wurde durch Politically Incorrect unterstützt, sowohl im Rahmen ausführlicher Berichterstattung als auch durch die Teilnahme von PI-Mitgliedern an Pegida-Kundgebungen. Bereits im Jahr 2008 bestanden Kontakte zwischen PI und dem späteren Pegida-Gründungsmitglied Siegfried Däbritz.
PI ist an der Verbreitung von hetzerischen Falschmeldungen über angeblich von Muslimen begangene Straftaten beteiligt. Weiterhin beteiligte sich PI an der rechtsextremen Strategie (False-flag-Strategie), mittels gefälschter positiver Meldungen über Flüchtlinge, die im Anschluss als Fälschungen „entlarvt“ werden, Stimmung gegen Flüchtlinge und „die Lügenpresse“ zu machen.
Ungeachtet der PI-Eigenverortung als „proisraelisch“ erschien auf PI eine Verteidigung des baden-württembergischen AfD-Landtagsabgeordneten Wolfgang Gedeon, der wegen antisemitischer Äußerungen und einer Sympathiebekundung für den Holocaust-Leugner Horst Mahler in die Kritik geraten war.
Die neue PI-Website (2017) enthält eine neue Kategorisierung von Nachrichten. Im Gegensatz zu regulären Medien, die eine Einteilung in „Politik“, „Wirtschaft“ und „Panorama“ vornehmen, heißt es bei PI-News „Einwanderung“, „Kriminalität“, „Islam“, „Linke“ und „Medien“.
Zur Aufnahme von Flüchtlingen aus dem niedergebrannten Flüchtlingslager Moria schrieb PI-News 2020: „Willkommen in Deutschland, ihr Brandstifter von Moria!“ Deren Protest habe sich, so das Blog, „gelohnt: Deutschland hilft!“
Im Zuge der COVID-19-Pandemie in Deutschland prangerte PI-News ein vermeintliches „desaströses Krisenmanagement“ der deutschen Regierung an und lobte die Maßnahmen in China, das 1,4 Milliarden Menschen einen Lockdown verordnet habe (einen landesweiten Lockdown hatte es in China jedoch nicht gegeben). Anfang April schrieb PI-News dann „Merkelland: Mehr Corona-Kranke als China!“; die bislang „1100 Corona-Toten“ seien „Merkels Tote“. Wenige Wochen später wurde dann berichtet, wie „das Volk gegen die Corona-Diktatur“ kämpfe. In der Folge wurde auf PI-News vor einem „Impfterror“ gewarnt und die staatlichen Maßnahmen als „Bürgerkriegserklärung gegen Millionen Deutsche“ bezeichnet.
Hinsichtlich des russischen Überfalls auf die Ukraine bezog PI-News eine prorussische Position und die Ukraine wurde als der eigentliche Aggressor dargestellt. Auf der Startseite des Weblogs wird auf das russische Staatsmedium RT DE verlinkt.

#### Gewalt- und Mordaufrufe
Mehrere auf PI kritisierte Personen geben an, infolge von Veröffentlichungen auf PI-News mit Gewalt bis hin zum Mord bedroht worden zu sein, darunter ein Pfarrer, ein Funktionär der Jusos sowie Aiman Mazyek (Zentralrat der Muslime in Deutschland).
Da in Leserbeiträgen auf PI unter dem Nickname antaios_rostock in den Jahren 2009 und 2010 Gewaltaufrufe gegen Araber und Muslime erschienen waren, leitete die Staatsanwaltschaft Rostock ein Ermittlungsverfahren wegen Volksverhetzung ein. Als mutmaßlicher Verfasser wurde im September 2014 der Rostocker AfD-Politiker Holger Arppe, seinerzeit Vorstandssprecher der Partei in Mecklenburg-Vorpommern, vor dem Amtsgericht Rostock angeklagt. Arppe bestritt, Verfasser der Leserbeiträge zu sein. Im Mai 2015 wurde Arppe wegen Volksverhetzung zu einer Geldstrafe von 2.700 € verurteilt. Seine Urheberschaft der Kommentare sah das Gericht als „hinreichend sicher“ bewiesen an.
Im Oktober 2015 veröffentlichte PI-News einen Kurztext, der den 2019 ermordeten Politiker Walter Lübcke falsch zitierte. Dazu gab das Blog Adresse und Telefonnummer von Lübckes Büro bekannt. Darunter erschien mehrfach Lübckes private Anschrift. Kommentare riefen dazu auf, „dort vorbeizuschauen“. Manche kündigten Lübckes Tod an („Der Kasper aus Kassel macht es nicht mehr lange“). Dann verbreitete PI Videoausschnitte aus einer Rede Lübckes und der Notiz „Abgelegt unter Volksverräter“. Darunter posteten in den Folgewochen hunderte deutsche und nichtdeutsche Kommentatoren Gewaltfantasien und Mordaufrufe. Sie stilisierten Lübcke zum Musterbeispiel deutscher Politiker, die angebliche Geheimpläne der „Globalisten“ und der „Neuen Weltordnung“ zum „Austausch“ der weißen Bewohner durch fanatische Muslime umsetzen wollten. Als Beleg dafür erschien eine Fotografie, die Lübcke beim Besuch der Jüdischen Gemeinde Kassel unter deren Davidstern zeigt. Walter Lübcke wurde am 2. Juni 2019 ermordet. Der geständige Täter gab an, aus politisch rechtsgerichteter Empörung über Lübckes Äußerungen aus dem Jahr 2015 gehandelt zu haben. Anlässlich der Urteilsverkündung gegen Lübckes Mörder schrieb ein langjähriger Autor von PI-News Ende Januar 2021, er empfinde „keinerlei Mitgefühl“ mit dem Mordopfer, und kommentierte: „Seit wann ist Hass verboten und ein Verbrechen? Die Gedanken sind frei.“

## Rezeption
Die kritische Rezeption des Blogs jenseits der Blogosphäre begann etwa 2007 mit journalistischen Darstellungen. Der Journalist Stefan Niggemeier bewertete das Blog 2007 in der FAZ als „Extremismus aus der Mitte der Gesellschaft“ und kommentierte: „Es ist ein unverhohlen rassistischer Mob, der sich im Kommentarbereich von Politically Incorrect täglich versammelt.“
Der Düsseldorfer Islamwissenschaftler Michael Kiefer fasste 2008 in einem WDR-Bericht über Politically Incorrect zusammen, dass man sich mit Blick auf die Blog-Kommentare „nicht des Eindrucks erwehren [kann], dass sich tatsächlich dort der rechtsradikale Mob versammelt“; mehrfach hätten sich Kommentare „am Rande der strafrechtlichen Relevanz“ bewegt. Kiefer analysierte zur Vorgehensweise des Blogs: „Alles Elend, alle Probleme dieser Welt werden auf den Islam beziehungsweise auf die muslimischen Zuwanderer zurückgeführt, das ist gängiges Schema: Ein Problem, das in den Medien aufgegriffen wird, findet sich einen Tag später auf dieser Webseite und wird den Muslimen oder dem Islam zugeschrieben.“
Das Konzept, radikale Meinungsäußerungen in den Kommentarspalten des Blogs durch noch unterhalb der strafrechtlichen Schwelle formulierte redaktionelle Beiträge auszulösen, bestätigte auch eine Analyse der Zeit von 2011: „Die Frage aber, was getan werden muss, lassen die Autoren von Politically Incorrect bewusst offen. Das erledigen die Kommentatoren. Die Darstellung ihrer subjektiven Realität lässt ohnehin keine großen Spielräume offen: Die Handlungsvorschläge der User verlaufen irgendwo zwischen Mordphantasien, Massenabschiebungen nicht-weißer Bevölkerungsteile und Ethnischen Säuberungen.“
Die Kommunikationswissenschaftlerin Sabine Schiffer bezeichnete das Weltbild der PI-Verantwortlichen und -Nutzer als eine Logik, in der die Welt in zwei Gruppen eingeteilt würde. Auf der einen Seite stehe die gute „Wir-Gruppe“, mit der sich die Macher und Leser selbst identifizieren, auf der anderen Seite die böse „Ihr-Gruppe“, die die Muslime und ihre Religion, den Islam, umfasst. Um die Schlüssigkeit dieser Weltsicht aufrechtzuerhalten, werden, so Schiffer, die Realitäten stellenweise bewusst verdreht, wodurch sich aber zwingenderweise Widersprüche bezüglich der Prämissen ergäben: So werde einerseits unterstellt, es gäbe in Deutschland einen politischen Mainstream, der gegenüber dem Islam unterwürfig auftrete und dessen negative Eigenschaften verharmlose. Dies führe laut PI dazu, dass Nichtmuslime gegenüber Muslimen benachteiligt und somit zu deren Opfern würden. Dem stehen jedoch Erkenntnisse der Meinungsforschung entgegen, die in der deutschen Bevölkerung eine breite Zustimmung für islamfeindliche Haltungen finden. PI bemühe sich, die Verantwortlichen von Gewalttaten religiös und ethnisch zu markieren, sofern diese aus einem türkischen oder arabischen Umfeld kommen, das PI im Islam verwurzelt sieht. Zudem fordert das Blog auch eine Kennzeichnung solcher Gruppen in der Gesellschaft mit dem Argument, so einer hauptsächlich von Muslimen und Migranten ausgehenden Gewalt vorzubeugen. Darin verortet Schiffer Parallelen zum modernen Antisemitismus im deutschen Kaiserreich, der mit ähnlichen Diskursstrategien arbeitete. Diese Sicht teilten auch Yasemin Shooman und
Wolfgang Benz vom Zentrum für Antisemitismusforschung. Benz sieht darüber hinaus die Aktivitäten im Blog geprägt durch „die Fixierung auf Ressentiments, den missionarischen Impetus und das überwiegend manichäische Weltbild der Autoren“, die „provokative Demonstration von Intoleranz“ äußere sich insbesondere als „Fremdenfeindlichkeit und Rassismus“. Er bewertet Inhalte als Volksverhetzung und Angriff auf die Menschenrechte.
Yasemin Shooman wies weiter darauf hin, dass „Politically Incorrect das wichtigste islamfeindliche Blog im deutschsprachigen Internet ist.“ Dieses bleibe wegen vorgeblich grundgesetztreuer Artikel unbeobachtet, die entsprechend redigiert würden. Die Kommentarspalten zu den Artikeln bildeten jedoch das eigentliche Austauschforum der Seite, die unredigiert blieben: „Damit sind die Kommentarspalten von pi-news das propagandistische Herzstück des Blogs. Ungehemmt brechen sich hier islamfeindliche Ressentiments Bahn. Nach dem Mord an der schwangeren Ägypterin Marwa El-Sherbini fand sich in dem Kommentarforum von PI zum Beispiel der Eintrag: ‚Mir tut es überhaupt nicht leid um diese verschleierte Kopftuchschlampe. Und noch dazu ein Moslem im Bauch weniger!‘“ Das „agitatorische Kampfvokabular“, das sich auf der Plattform gefestigt habe, rücke unter anderem das sogenannte „Gutmenschentum“ ins Zentrum. Shooman bemerkte dazu: „Es gibt quasi diese Vorstellung, dass sich die da oben, die Eliten, sich mit den Minderheiten gemeinsam verschworen haben gegen ‚das Volk‘. Und das bedeutet eben auch, dass nicht nur die muslimische Minderheit Angriffsziel ist, sondern all diejenigen, die als Kollaborateure helfen dabei, das Abendland zu unterwandern, all die sind Ziel von Diffamierung auf Webseiten wie Politically Incorrect.“
Heiner Bielefeldt, ehemaliger Direktor des Deutschen Instituts für Menschenrechte, bezeichnete Politically Incorrect als „Hassseite“, die postuliere, dass sie für Grundgesetz und die Menschenrechte eintrete und sich so als „Helden der Aufklärung“ posiere, indem sie auf „Minderheiten eindresche[n]“.
Alexander Häusler von der Arbeitsstelle Neonazismus der Fachhochschule Düsseldorf verortete in einem Beitrag zu den „Strategien der extremen Rechten“ die Positionen des Blogs im „Dunstkreis“ der Neuen Rechten und des Rechtspopulismus.
Zusammen mit dem Sozialwissenschaftler Bernd Sommer kommt Edathy zu der Einschätzung, dass Politically Incorrect ein verzerrtes und einseitiges Bild des Islam zeichne: Muslime würden durchweg als antidemokratisch, gewalttätig und terroristisch bezeichnet und als „Fremde“ in der deutschen Gesellschaft dargestellt. Diesen Fremden stünden die nichtmuslimischen Deutschen als Demokraten, Aufgeklärte und Liberale gegenüber. In dieser Form der Islamophobie sehen Sommer und Edathy einen Rückgriff auf alte antiislamische Narrative, die aus der Zeit der „Auseinandersetzung zwischen dem christlichen Abendland und dem islamisch-arabischen Orient“ stammten und noch heute in den europäischen Gesellschaften vorhanden seien.
Gegenüber dem Fernsehsender 3sat erklärte Henryk Broder, der das Weblog Politically Incorrect bis 2007 im von ihm mitbetriebenen Weblog Achse des Guten empfahl, im September 2011: „Was Politically Incorrect macht, ist meine Sache nicht. Da gibt es sehr gute Beiträge und auch ziemlich skandalöse Geschichten, wie zum Beispiel der Fall Mügeln. Wie das auf Politically Incorrect abgehandelt wurde, war wiederum ein rassistischer Skandal und hatte mit politischer Korrektheit oder Inkorrektheit gar nichts zu tun.“ Broder bezeichnete den Kommentarbereich des Blogs zudem als „unter aller Sau“. Am 30. September 2011 verlinkte das Weblog Die Achse des Guten auf eine von Philipp Gut verfasste Homestory in der SVP-nahen rechtspopulistischen Zeitschrift Die Weltwoche mit dem Titel „Anklage: ‚Islamhasserin‘“. Darin erklärt die Berner Pfarrerin Christine Dietrich die Beweggründe ihres inhaltlichen und finanziellen Engagements bei Politically Incorrect.
Die vom Zentralrat der Juden in Deutschland herausgegebene Wochenzeitung Jüdische Allgemeine betrachtet Politically Incorrect als rechtsextremes Blog. Nach Auffassung der Zeitung wollen sich die „PI-Macher“ mit ihrem Bekenntnis zu Israel gegen den Vorwurf des Rechtsextremismus immunisieren und sehen Israel „als eine Art Außenposten im Kampf gegen die von ihnen halluzinierte muslimische Weltverschwörung“ an.
Gegenüber der Frankfurter Rundschau meinte Dietmar Näher, früherer Betreiber des Watchblogs Politblogger, zu PI, die von PI in Abgrenzung zu den klassischen Rechtsextremisten betonte israel- und amerikafreundliche Positionierung halte einer Überprüfung nicht stand: „Wer sich mit den PI-Inhalten beschäftigt, entdeckt schnell, dass beides nur Schutzbehauptungen sind. Wie sich seit der Amtsübernahme durch Obama zeigte, war mit ‚pro-amerikanisch‘ nur ‚pro-Bush‘ gemeint. Kurz nach Obamas Wahlsieg verschwand die US-Flagge vom Seitenkopf von PI, seitdem hängt PI vor allem jenen Verschwörungstheorien nach, dass Obama nicht in den USA geboren und ein Moslem sei. Die Pro-Israel-Haltung sei tatsächlich nur eine ‚Pro-Siedler-Haltung‘, die bedeute, dass Palästinenser in Israel nichts verloren hätten.“
In der vom „Kompetenzzentrum Islamismus“ der Aktion 3. Welt Saar verfassten Schrift „Mit Islamismus gegen die Aufklärung“ wird die Notwendigkeit einer „emanzipatorischen Islamismuskritik“ zugestanden, jedoch betont, dass „Propaganda von gegen Migranten hetzenden Weblogs wie Politically Incorrect“ nichts mit dieser emanzipatorischen Islamismuskritik zu tun hätte. Es gelte, „einen klaren Trennungsstrich gegenüber denjenigen zu ziehen, denen der Kampf gegen den Islamismus als Maske ihrer Fremdenfeindlichkeit dient“.
Die Menschenrechtlerin Mina Ahadi wehrt sich gegen Versuche der Instrumentalisierung durch das Blog, welchem sie vorwirft, wie die Islamisten ohne Rücksicht auf die Individuen die Welt in "Gut und Böse" einzuteilen. Die vermeintliche Islamkritik des Blogs sei ein Deckmantel, unter dem Rassismus und zynische Abschottungsphantasien verschleiert werden. Wie die Islamisten reduziere das Blog Menschen auf Gruppenidentitäten, statt Individuen in ihrer Unterschiedlichkeit ernst zu nehmen. Genauso wie bei den ultrakonservativen Islamverbänden zähle bei Politically Incorrect nicht der einzelne, selbstbestimmte Mensch, sondern zuerst das Kollektiv. Das Blog und die Islamisten seien „in bemitleidenswerter Rückständigkeit und dem Hass auf die offene Gesellschaft vereint“.

## Leak im September 2011
Mitte September 2011 erschienen in mehreren zu diesem Zeitpunkt zum DuMont Verlag zählenden Tageszeitungen (der Berliner Zeitung, der Frankfurter Rundschau und dem Kölner Stadt-Anzeiger) fast wortgleiche Artikel, die PI als „islamfeindliches Hetz-Blog“ darstellten. Es folgten zeitnah Der Spiegel und die Süddeutsche Zeitung sowie weitere Medien mit Artikeln und ergänzenden Informationen zur gleichen Thematik. Auf diese massive Kritik gab es unterschiedliche Reaktionen, die bis hin zu Forderungen nach der Beobachtung von PI durch die Verfassungsschutzbehörden reichten.
Teil der Artikelserie in den Tageszeitungen des DuMont Verlags war auch die Bekanntgabe des Besitzes und die Veröffentlichung zahlreicher interner E-Mails von PI, die geleakt worden waren. Dadurch wurden unter anderem die Klarnamen mehrerer Autoren des Blogs öffentlich. Auch wurden enge Kontakte des PI-Gründers Stefan Herre zum deutsch-schwedischen Rechtsextremisten Patrik Brinkmann bekannt.
Der PI-Autor mit dem Pseudonym kewil reagierte und schrieb von einer „links versiffte[n] Dumont-Presse“, die PI angreife. Er bezeichnete die Autoren der Artikel als „linke Geier“. Der PI-Autor Frank Furter sah einen „Frontalangriff auf die Meinungsfreiheit“. In den Kommentaren auf PI hieß es u. a.: „Das hat nichts mehr mit Pressefreiheit zu tun, sondern ist NS-geschulte Presse-Schule vom Feinsten“ oder: „Die Propagandamaschinerie der goebbelschen Political Correctness läuft auf Hochtouren!“. Die Journalisten der Zeitungen seien „Politkommissare der DuMont-Stürmer-Blätter“.

## Reaktionen staatlicher Stellen
Der damalige Vorsitzende des Innenausschusses des Bundestages, Sebastian Edathy (SPD), äußerte im Jahr 2008 gegenüber Spiegel Online, dass er im Blog „antidemokratische Stimmungen“ vertreten sehe, nachdem dieser eine Anzeige der kahanistischen Gruppe Jewish Task Force veröffentlicht hatte. Weiterhin sagte er, das Bundesamt für Verfassungsschutz habe ihm mitgeteilt, „dass ‚PI‘ dem Bundesamt bekannt und im Blick sei. Die weitere Entwicklung werde beobachtet“.
Ab etwa 2008 folgten im Rahmen größerer wissenschaftlicher Arbeiten zur Islamfeindlichkeit Untersuchungen des Blogs, seiner Inhalte und Funktion. 2011 folgten erste Stellungnahmen von Verfassungsschutzbehörden. Die Darstellungen, Argumentationsmuster und Auswahl der PI-Berichte werden von Politikern, Wissenschaftlern, Organisationen und Verbänden vor allem wegen der von PI selbst als „Islamkritik“ bezeichneten Ablehnung des Islams und der Muslime als islamfeindlich und als rassistisch klassifiziert. Diese Einordnung bezieht sich neben den redaktionseigenen Beiträgen insbesondere auf die – nach Angaben der Betreiber – „unzensierten“ Kommentarspalten, in denen der redaktionelle Standpunkt inhaltlich und sprachlich noch radikalisiert werde. Rassistische und volksverhetzende Beiträge würden bewusst von den Betreibern unter dem Deckmantel vorgeblicher Meinungsfreiheit toleriert.
Die Bundesregierung lehnte im Jahr 2011 eine Beobachtung von PI durch den Verfassungsschutz ab. Der Vorsitzende des Auswärtigen Ausschusses des Deutschen Bundestages sowie Vorsitzende der „Christlich-Muslimische Friedensinitiative“ (cm-fi), Ruprecht Polenz (CDU), kritisierte jedoch diese Entscheidung mit den Worten: „Wenn die Behörden ihre Maßstäbe aus der Überwachung islamischer Webseiten auf rechtsextremistische Internetseiten übertragen, müssten sie PI schon lange beobachten.“
Bereits zuvor hatte sich die Bundesregierung bei parlamentarischen Anfragen im Hinblick auf PI zurückhaltend geäußert. So teilte sie auf eine kleine Anfrage zweier Mitglieder der Partei Die Linke vom Februar 2008, die die Frage enthielt, inwieweit „der Bundesregierung antimuslimische, rassistische und gewaltverherrlichende Äußerungen des Internetportals Politically Incorrect bekannt“ und ob diese geeignet seien, „den öffentlichen Frieden oder das friedliche Zusammenleben der Völker zu stören“, mit, dass ihr hinsichtlich PI „keine Erkenntnisse“ vorlägen.
Eine weitere kleine Anfrage der Bundestagsfraktion der Partei Die Linke vom 5. September 2011 an die Bundesregierung enthielt die Frage, inwieweit ihr „antimuslimische, rassistische und gewaltverherrlichende Äußerungen des Internetportals Politically Incorrect (PI)“ bekannt seien. Die Bundesregierung antwortete, dass „auf dem Internet-Portal ‚Politically Incorrect‘ (PI) auch Beiträge mit antimuslimischen, teilweise auch rassistischen Inhalten eingestellt werden“, diese sich jedoch „praktisch ausschließlich in den Kommentaren“ finden ließen und „dort die Ausnahme“ seien. Die „überwiegende Mehrheit der Einträge auf PI“ bediene sich „keiner klassischen rechtsextremistischen Argumentationsmuster“, sondern sei „im islamkritischen Spektrum“ anzusiedeln. Demgemäß ließe sich „eine rechtsextremistische Bestrebung in Bezug auf Politically Incorrect derzeit (noch) nicht feststellen“.
Auch die Abteilung Verfassungsschutz des Ministeriums für Inneres von Nordrhein-Westfalen stufte 2007 Politically Incorrect nicht als rechtsextremistisch ein. Nach Angaben des WDR wurde dies begründet mit der Selbstdarstellung von PI als proamerikanisch, proisraelisch und für Grundgesetz und Menschenrechte eintretend, damit grenze sich das Blog „von Anti-Islam-Seiten aus dem rechtsextremistischen Spektrum ab“.
Nach Auskunft der Abteilung Verfassungsschutz des Ministeriums für Inneres und des Landes Nordrhein-Westfalen gegenüber der Frankfurter Rundschau wurde PI zwar nicht mit „geheimdienstlichen Mitteln“ beobachtet, „man habe aber ein Auge auf den Blog geworfen und lese prüfend mit“. Die fremdenfeindlichen Meinungen und Kommentare auf PI seien nach Einschätzung des NRW-Innenministeriums „undemokratisch“ und geeignet, „junge Menschen aufzuhetzen“.
Wie NRW stufte auch der bayerische Verfassungsschutz PI zunächst nicht als extremistisch ein. Der bayerische Innenminister Joachim Herrmann (CSU) erklärte anlässlich der Vorstellung des bayerischen Verfassungsschutzberichtes für das Jahr 2011 die Nicht-Einstufung als verfassungswidrig damit, dass sich hinter dem Weblog keine geschlossene Organisation verberge. Die Verbreitung von Hass allein genüge nicht für eine Aufnahme, deren Ahndung sei Sache der Polizei. Eine Erwähnung im Verfassungsschutzbericht erfordere darüber hinaus „eine extremistische Zielsetzung“.
Am 12. September 2011 bestätigte die Regierung von Oberbayern, dass die Stadt München auch künftig Wirte vor Versammlungen mit Beteiligung von Politically Incorrect warnen darf. Die Bezirksregierung berief sich dabei auf einen Beschluss des Oberverwaltungsgerichts für das Land Nordrhein-Westfalen aus dem Jahr 2005. Die Einschätzung der Landeshauptstadt, dass hinter Politically Incorrect rechtsextreme Personen stehen, widerspreche nicht der Einschätzung durch das bayerische Innenministerium und das Landesamt für Verfassungsschutz.
Nach Ansicht bayerischer Verfassungsschützer sei zu prüfen, ob etwa Aufrufe zur Störaktionen gegen weltanschauliche und politische Gegner und das Betreiben einer Plattform mit hetzerischen und rassistischen Leserkommentaren von der Meinungsfreiheit gedeckt seien und ob sich die antimuslimische Bewegung zu einer neuen Form von Extremismus entwickelt habe. Erneut verweise das bayerische Landesamt darauf, dass es untypisch für Rechtsextreme sei, sich für Israel und die USA starkzumachen.
Das weitere Vorgehen der Landesbehörden für Verfassungsschutz sollte nach Informationen des Spiegel Ende September 2011 von den Leitern der Landesämter auf einer Konferenz in Berlin erörtert werden. Bayern erwäge, Rechtspopulismus als „neue Form des Extremismus“ zu beobachten, in Hamburg stehe bereits eine ähnliche Internet-Plattform unter Beobachtung, während die meisten anderen Bundesländer und das Bundesinnenministerium noch unschlüssig in der Frage einer systematischen Beobachtung seien. Die Entscheidung hänge von der Frage ab, ob das Blog die Grenze zur Gefährdung der Religionsfreiheit und Völkerverständigung überschreite oder sich noch im Rahmen des Rechts auf freie Meinungsäußerung bewege. In diesem Zusammenhang offenbare die dem Nachrichtenmagazin zugespielte und im Artikel in Ausschnitten dokumentierte interne Internetkommunikation der PI-Führung zu den Anschlägen in Norwegen 2011 den „Zynismus, mit dem die Macher von PI-News in die Welt blicken“. Der Spiegel schlussfolgert aus den geleakten Dokumenten, dass der „innere Zirkel [als] Schnittstelle zwischen rechtsradikalen Kleinparteien […] nicht so friedlich [denkt], wie er stets betont.“
2013 änderte der bayerische Innenminister Joachim Herrmann seine Position und kündigte im April anlässlich der Vorstellung des Verfassungsschutzberichtes 2012 an, dass die Münchner Ortsgruppe von PI seit Ende März 2013 vom Verfassungsschutz beobachtet werde. Sie schüre pauschale Ängste vor Muslimen und verbreite islamfeindliche Propaganda.
Der Spiegel berichtete Ende April 2021, dass das Bundesamt für Verfassungsschutz Politically Incorrect als „erwiesen extremistisch“ einstufe und die Seite inzwischen beobachte.

## Autoren

### Stefan Herre
Der aus Köln stammende Sportlehrer Stefan Herre (* 1965) ist Gründer, Mitbetreiber und Autor des Blogs. 2007 soll er die Verantwortung an Christine Dietrich abgegeben haben; er soll jedoch nach wie vor zum Führungszirkel von „Politically Incorrect“ gehören.

### Michael Stürzenberger
Michael Stürzenberger (ehemaliges Pseudonym: „byzanz“), ehemaliger CSU-Pressesprecher unter Monika Hohlmeier trat im Mai 2011 aus der CSU aus und gehörte kurz danach zu den Mitgründern des bayrischen Landesverbandes der als rechtspopulistisch eingestuften und inzwischen aufgelösten Kleinpartei Die Freiheit, für die er ab Dezember 2011 Landesvorsitzender und von Dezember 2013 bis zur Auflösung im Dezember 2016 Bundesvorsitzender war. Stürzenberger hält deutschlandweit für die rechtspopulistische Bürgerbewegung Pax Europa sowie für die islam- und fremdenfeindliche Organisation Pegida Kundgebungen und ist wegen diverser Äußerungen wegen Volksverhetzung einschlägig vorbestraft.

### Christine Dietrich
Die evangelisch-reformierte Schweizer Pfarrerin Christine Dietrich, PI-Pseudonym Thorin Eisenschild, beendete ihre Mitarbeit nach Darstellung des Blogs bereits nach einem Monat im November 2007 aufgrund ihres Amtes und des öffentlichen Interesses. Nach Informationen der Frankfurter Rundschau ist das aber eine unwahre Schutzbehauptung; Dietrich schreibe weiterhin für das Blog und sei auch bei allen wichtigen Entscheidungen involviert. Zeitweise sei sie sogar als einzige Person berechtigt gewesen, Artikel auf Politically Incorrect freizuschalten. Im September 2011 gab Dietrich erneut an, sich von PI zu distanzieren. Nach den islamophob motivierten Anschlägen in Norwegen am 22. Juli 2011 hatte sie auf Politically Incorrect geschrieben, das Gedankengut des Attentäters Anders Behring Breivik könne „auch in diesem Forum stehen“. Durch PI-Gründer Stefan Herre wurde bestätigt, dass er Dietrich im Jahr 2007 die Leitung des Blogs übergeben hatte.
Der Synodalrat der reformierten Kirche Bern-Jura-Solothurn leitete 2011 wegen der fortdauernden Mitwirkung und des als IP getätigten Edits „Was er [= Breivik] schreibt, sind großenteils Dinge, die auch in diesem Forum stehen könnten“ eine Untersuchung ein und beauftragte eine Anwaltskanzlei mit der Aufklärung der Vorwürfe. Dietrich bestritt eine Führungsrolle im „Islamhasser-Netzwerk“, räumte jedoch ein, zeitweilig die Rechnungen für die Website beglichen zu haben. Die Untersuchung des Synodalrats der Berner Kirche ergab, dass in Äußerungen und Schriften von Christine Dietrich keine Beweise für Islamophobie gefunden und auch keine «Hasspredigten» bekannt wurden. Die hetzerischen Ausdrücke, die ihr von der Frankfurter Rundschau und anderen Medien vorgeworfen worden waren, hätten nicht von ihr gestammt. Ihre Auftritte bei islam- und fremdenfeindlichen Veranstaltungen in Deutschland wurden bereits im August 2010 vom Synodalrat gerügt. Der Untersuchungsbericht stellte fest:

„…dass Frau Dietrich beim islamfeindlichen Blog «Politically Incorrect» eine mitbestimmend-verantwortliche Funktion wahrgenommen habe. «Weil auf diesem Blog herabwürdigende und hetzerische Artikel publiziert wurden, ist eine solche Beteiligung in leitender Stellung nicht mit der Stellung als Pfarrerin im bernischen Kirchendienst zu vereinbaren. Der Synodalrat sieht darin einen Verstoss gegen die Kirchenordnung und die Dienstanweisung für Pfarrpersonen», schreibt der Synodalrat weiter. Er habe Frau Dietrich deshalb formell Weisung erteilt, sich von solchen Blogs fernzuhalten.“

Der Synodalrat forderte Dietrich im Januar 2012 durch einen Beschluss auf, sich von Politically Incorrect fernzuhalten. Ein gegen Dietrich laufendes Verfahren auf Grundlage der Schweizer Rassismus-Strafnorm wurde von der Staatsanwaltschaft Berner Jura-Seeland im November 2012 eingestellt. Die Staatsanwaltschaft hatte mögliches Beweismaterial als nicht verwendbar eingestuft.

### Weitere regelmäßige Autoren
- Der Bremer Polizeioberkommissar Torsten Groß (* 1971),[88] Kandidat und eine der Führungspersonen der Wählervereinigung Bürger in Wut[5] sowie im innersten Zirkel von PI tätig.[5]
- Conny Axel Meier ist Vorsitzender der Bürgerbewegung Pax Europa und veröffentlicht auf dem Blog gelegentlich Berichte über Aktionen dieses Vereins sowie auch über Gerichtsprozesse rund um Vereinsmitglieder.
- kewil (Pseudonym), ursprünglich Webmaster des islamfeindlichen Blogs fact-fiction.net. Über die Person hinter diesem Pseudonym gibt es widersprüchliche Angaben.
- Der ehemalige Frankfurter Stadtverordnete Wolfgang Hübner (* 1946), der bis 2016 für die Freien Wähler (BFF) in der Stadtverordnetenversammlung saß.[89]
- Oliver Flesch, ehemaliger Redakteur von Bild und Hamburger Morgenpost, bekannte sich im Juni 2017 dazu, für Politically Incorrect zu publizieren.[90]
- Der auf die Mittelstandsökonomie spezialisierte Ökonom Eberhard Hamer veröffentlicht in regelmäßigen Abständen eine Kolumne auf Politically Incorrect.
- Stefan Schubert, ehemaliger Polizist und Hooligan, heute Buchautor.[91]
- Manfred Rouhs, ehemaliger Bundesvorsitzender der rechtsextremen Kleinpartei Bürgerbewegung pro Deutschland. Rouhs gilt als eine Schlüsselfigur des rechtsextremen Spektrums in Deutschland.[92]
- Gerd Reuther, Facharzt für Radiologie, publiziert seit Juni 2021 Meinungsartikel zur COVID-19-Pandemie auf Politically Incorrect.[93]

### Ausgestiegene regelmäßige Autoren
- Jens von Wichtingen beendete seine Mitarbeit im November 2007 und bezeichnet sie als Fehler. Dem Blog selbst bescheinigte er einen „sektenähnlichen Charakter“: „Man lebt in einer eigenen Welt. Gut und Böse, Schwarz und Weiss. Man nimmt Nachrichten vollkommen anders auf, man fühlt sich im Besitz der Wahrheit. Und alle die PI kritisieren haben unrecht. Gutgemeinte Ratschläge werden ignoriert, die anderen sowieso. Man steigert sich gegenseitig in einen – man kann schon fast sagen – Wahn, der hoffentlich niemals zu Auswirkungen im realen Leben kommen wird.“[94][95]
- Marco Pino (Pseudonym: „Frank Furter“) beendete nach eigenen Angaben seine Mitarbeit im Oktober 2011. Als Begründung nannte er, dass sich das Blog „in eine Richtung entwickelte“, mit der er sich als Befürworter eines „moderaten und seriösen“ Kurses „immer weniger [habe] identifizieren“ können.[96] Pino wurde im Dezember 2011 zum stellvertretenden Bundesvorsitzenden der Partei Die Freiheit gewählt, trat jedoch wenig später von diesem Amt zurück und aus der Partei aus.[97] Danach wurde er für Blu-News tätig.[98]
- Christian Jung (Pseudonym: „Nockerl“),[5] bis 2011 tätig in der Ausländerabteilung des Kreisverwaltungsreferats München, war dort zuständig für Abschiebungen.[99][100] Jung war der Landesvorsitzende Bayern der als „rechtspopulistische Anti-Islam-Partei“ eingestuften Die Freiheit.[5][101] Nach seinem Rück- und Austritt Februar 2012 beendete Jung seine Aktivitäten bei PI-News.
- Pseudonym: „Hausener Bub“;[102]
- Karl-Michael Merkle (Pseudonym: „Michael Mannheimer“):[103][104][105] Merkle, der mit einem eigenen rechtsradikalen Blog als „Michael Mannheimer“ auftrat,[106][107] stand im Verdacht, die als rechtsextrem eingestufte Prangerseite Nürnberg 2.0[108] zu betreiben, bestritt dies aber.[109] Auf Nürnberg 2.0 wurden „Unterstützer der Islamisierung Deutschlands“ angeklagt. Der Name spielte auf die Nürnberger Kriegsverbrecher-Tribunale nach dem Zweiten Weltkrieg an. Merkle führte die bereits Registrierten auf, die in Kategorien wie Politiker, Journalisten, Autoren, Richter, Staatsanwälte, Wissenschaftler, Kirchenvertreter oder Künstler eingeteilt wurden. Im August 2011 listete Merkle auf seinem Blog in dem Beitrag „Die Feinde Deutschlands“ Namen der Staatsfeinde mit Anklagepunkten auf und schrieb dazu: „Es liegt an uns, ob wir sie gewähren lassen. Oder nicht.“[110] Er verstarb am 13. März 2022 im Alter von 67 Jahren.[111]